# جبل شايع (الشغادرة)

تعديل مصدري - تعديل

جبل شايع هي إحدى قرى عزلة داهم بمديرية الشغادرة التابعة لمحافظة حجة، بلغ تعداد سكانها 454 نسمة حسب تعداد اليمن لعام 2004.